# Кубок Литви з футболу 2010—2011
Кубок Литви з футболу 2010–2011 — 22-й розіграш кубкового футбольного турніру в Литві. Титул вп'яте здобув Екранас.

## Календар
| Раунд           | Дата                       | Матчі | Клуби   |
| --------------- | -------------------------- | ----- | ------- |
| Перший раунд    | 23 травня 2010             | 19    | 70 → 51 |
| Другий раунд    | 13 червня 2010             | 16    | 51 → 35 |
| Третій раунд    | 11 липня 2010              | 8     | 35 → 27 |
| Четвертий раунд | 3-10 серпня 2010           | 7     | 27 → 20 |
| П'ятий раунд    | 24-25 серпня 2010          | 8     | 20 → 12 |
| Шостий раунд    | 29 вересня - 2 жовтня 2010 | 4     | 12 → 8  |
| 1/4 фіналу      | 3 листопада 2010           | 4     | 8 → 4   |
| 1/2 фіналу      | 16 березня/13 квітня 2011  | 4     | 4 → 2   |
| Фінал           | 14 травня 2011             | 1     | 2 → 1   |

## П'ятий раунд
| Команда 1             | Рахунок         | Команда 2    |
| --------------------- | --------------- | ------------ |
| 24 серпня 2010        |                 |              |
| Мажейкяй              | 1:3             | Клайпеда     |
| Ліфоса (2)            | 0:2             | Віджирис (2) |
| 25 серпня 2010        |                 |              |
| Каунас (2)            | 1:0             | Шилуте (2)   |
| 91 Юнайтед Каунас (4) | 2:3 дч          | Гранітас (3) |
| Таурас (Шяуляй) (4)   | 0:7             | Невежис (2)  |
| Атлетас               | 5:0             | Алітус (2)   |
| Круоя                 | 2:0             | Атлантас (2) |
| Жальгіріс             | 2:2 дч пен. 2:3 | Банга        |

## Шостий раунд
| Команда 1       | Рахунок | Команда 2   |
| --------------- | ------- | ----------- |
| 29 вересня 2010 |         |             |
| Гранітас (3)    | 1:2     | Клайпеда    |
| Каунас (2)      | 3:0     | Атлетас     |
| Віджирис (2)    | 4:2     | Круоя       |
| 2 жовтня 2010   |         |             |
| Банга           | 4:3 дч  | Невежис (2) |

## 1/4 фіналу
| Команда 1        | Рахунок | Команда 2  |
| ---------------- | ------- | ---------- |
| 3 листопада 2010 |         |            |
| Віджирис (2)     | 0:1     | Екранас    |
| Банга            | 2:0     | Клайпеда   |
| Шяуляй           | 1:0     | Судува     |
| Таурас           | 2:3 дч  | Каунас (2) |

## 1/2 фіналу
| Команда 1                 | Заг. | Команда 2 | 1-й матч | 2-й матч |
| ------------------------- | ---- | --------- | -------- | -------- |
| 16 березня/13 квітня 2011 |      |           |          |          |
| Шяуляй                    | 2:4  | Екранас   | 0:2      | 2:2 дч   |
| Каунас (2)                | 1:6  | Банга     | 0:5      | 1:1      |

## Фінал
| 14 травня 2011 17:10 (EEST) |

| Екранас                                            | 4:2 дч   | Банга                      |
| -------------------------------------------------- | -------- | -------------------------- |
| Радавичюс 31' Варнас 56' Матович 107' Величка 115' | Протокол | Зельмікас 12' Урбайтіс 13' |

| Алітус, Алітус Глядачів: 1 800 Арбітр: Сауліус Атманавичюс |